# Killa Abdullah
Killa Abdullah of Qilla Abdullah (Pasjtoe: قلعه عبدالله ولسوالی) is een district in de Pakistanse provincie Beloetsjistan. De hoofdplaats is Killa Abdullah.

## Bevolking
In maart 2017 telde het district Killa Abdullah 757.578 inwoners, bestaande uit 397.591 mannen, 359.982 vrouwen en 5 transgenders. Van de bevolking leefde het overgrote deel op het platteland: 608.236 inwoners (80,3%). De urbanisatiegraad bedroeg 19,7% (oftewel 149.342 personen). Er werden in 2017 97.210 huishoudens geteld: 19.291 in steden en 77.919 in dorpen. De gemiddelde huishoudensgrootte was 7,79 personen.
| Bevolking (1972) | Bevolking (1981) | Bevolking (1998) | Bevolking (2017) |
| ---------------- | ---------------- | ---------------- | ---------------- |
| 113.215          | 170.590          | 360.724          | 757.578          |

In 1998 kon slechts 16% van de bevolking (ouder dan 10 jaar) lezen en schrijven: 24% onder mannen en 7% onder vrouwen. In 2013 was dit percentage gestegen tot 38%: 58% onder mannen en 12% onder vrouwen.

## Tehsils
- Chaman
- Dobandi
- Gulistan
- Killa Abdullah